# Pierre-Ambroise Bosse
Pierre-Ambroise Bosse (ur. 11 maja 1992 w Nantes) – francuski lekkoatleta specjalizujący się w biegu na 800 metrów.
W 2010 był ósmy na mistrzostwach świata juniorów, a rok później został w Tallinnie mistrzem Europy juniorów. Zdobył brązowy medal mistrzostw Europy w Helsinkach (2012). W tym samym roku dotarł do półfinału podczas igrzysk olimpijskich w Londynie. Młodzieżowy (U-23) mistrz Europy z 2013 roku. W 2017 został w Londynie mistrzem świata.

## Osiągnięcia
| Rok  | Impreza                                 | Miejsce        | Pozycja    | Wynik   |
| ---- | --------------------------------------- | -------------- | ---------- | ------- |
| 2010 | Mistrzostwa świata juniorów             | Moncton        | 8. miejsce | 1:53,52 |
| 2011 | Mistrzostwa Europy juniorów             | Tallinn        | 1. miejsce | 1:47,14 |
| 2012 | Mistrzostwa Europy                      | Helsinki       | 3. miejsce | 1:48,83 |
| 2012 | Igrzyska olimpijskie                    | Londyn         | półfinał   | 1:45,10 |
| 2013 | Superliga drużynowych mistrzostw Europy | Gateshead      | 4. miejsce | 1:47,56 |
| 2013 | Młodzieżowe mistrzostwa Europy          | Tampere        | 1. miejsce | 1:45,79 |
| 2013 | Mistrzostwa świata                      | Moskwa         | 7. miejsce | 1:44,79 |
| 2014 | Mistrzostwa Europy                      | Zurych         | 8. miejsce | 1:46,55 |
| 2015 | Superliga drużynowych mistrzostw Europy | Czeboksary     | 2. miejsce | 1:45,14 |
| 2015 | Mistrzostwa świata                      | Pekin          | 5. miejsce | 1:46,63 |
| 2016 | Mistrzostwa Europy                      | Amsterdam      | 5. miejsce | 1:45,79 |
| 2016 | Igrzyska Olimpijskie                    | Rio de Janeiro | 4. miejsce | 1:43,41 |
| 2017 | Mistrzostwa świata                      | Londyn         | 1. miejsce | 1:44,67 |
| 2018 | Mistrzostwa Europy                      | Berlin         | 3. miejsce | 1:45,30 |
| 2019 | Mistrzostwa świata                      | Doha           | półfinał   | 1:47,60 |

## Rekordy życiowe
- bieg na 800 metrów – 1:42,53 (18 lipca 2014, Monako) były rekord Francji
- bieg na 800 metrów (hala) – 1:46,25 (6 lutego 2016, Karlsruhe)
- bieg na 600 metrów – 1:13,21 (5 czerwca 2016, Birmingham) rekord Europy
- bieg na 600 metrów (hala) – 1:15,63 (3 lutego 2013, Moskwa)
- bieg na 1000 metrów (stadion) – 2:15,31 (17 czerwca 2014, Ostrawa)
- bieg na 1000 metrów (hala) – 2:17,63 (15 lutego 2014, Nowy Jork)